# Plavecké Podhradie
Plavecké Podhradie (in ungherese Detrekőváralja, in tedesco Blasenstein) è un comune della Slovacchia facente parte del distretto di Malacky, nella regione di Bratislava.